# Distretto di Zhari
Il distretto di Zhari è un distretto dell'Afghanistan appartenente alla provincia di Kandahar. Viene stimata una popolazione di 83.400 abitanti (dato 2012-13).